# Speonemadus transversostriatus
Speonemadus transversostriatus é uma espécie de insetos coleópteros polífagos pertencente à família Leiodidae.
A autoridade científica da espécie é Murray, tendo sido descrita no ano de 1856.
Trata-se de uma espécie presente no território português.